# Paulo Almir Antunes
Paulo Almir Antunes (Antônio Dias, 1º de abril de 1933) é um político brasileiro. Elegeu-se prefeito do município de Coronel Fabriciano para três mandatos não consecutivos, de 1983 a 1988, 1993 a 1996 e 2001 a 2004. Foi o primeiro prefeito de Coronel Fabriciano a se eleger em três mandatos, feito igualado por Chico Simões ao ser eleito em 2008. Também foi vereador no município de 1963 a 1966 e, como suplente, em 2018.

## Origem e formação
Paulo Almir Antunes nasceu na Fazenda Bela Vista, situada no município brasileiro de Antônio Dias, no interior do estado de Minas Gerais, em 1º de abril de 1933, sendo um dos 14 filhos de José Antunes Lopes e Maria Amélia Antunes. Seus irmãos Nízio Antunes e José Antunes Lopes foram prefeitos em Antônio Dias. Cursou o ensino primário na Escola Estadual Coronel Fabriciano Felisberto de Brito e trabalhou em um estabelecimento comercial até se mudar para Coronel Fabriciano em 1947, onde concluiu o segundo grau na Escola Estadual Professor Pedro Calmon. Neste município, trabalhou inicialmente em um bar, onde conheceu seu amigo e futuro prefeito fabricianense Amilar Pinto de Lima.
Posteriormente trabalhou na Casa Ataíde, de propriedade de Nicanor Ataíde, que depois lhe ajudaria a criar a Mercearia Antunes. Nicanor era dirigente da União Democrática Nacional (UDN) em Coronel Fabriciano e influenciaria Paulo Antunes no início de sua atuação política. Mais tarde também inaugurou o Bar Elite, no Centro de Fabriciano. Em 15 de junho de 1963, casou-se com Efigênia Gervásia Antunes (nascida em Nova Era em 10 de fevereiro de 1936), com quem teve três filhos: José Ronaldo Gervásio Antunes (falecido aos três meses de vida), José Geraldo Gervásio Antunes e Ana Beatriz Antunes Cacau, todos nascidos em Coronel Fabriciano.

## Vida pública e política

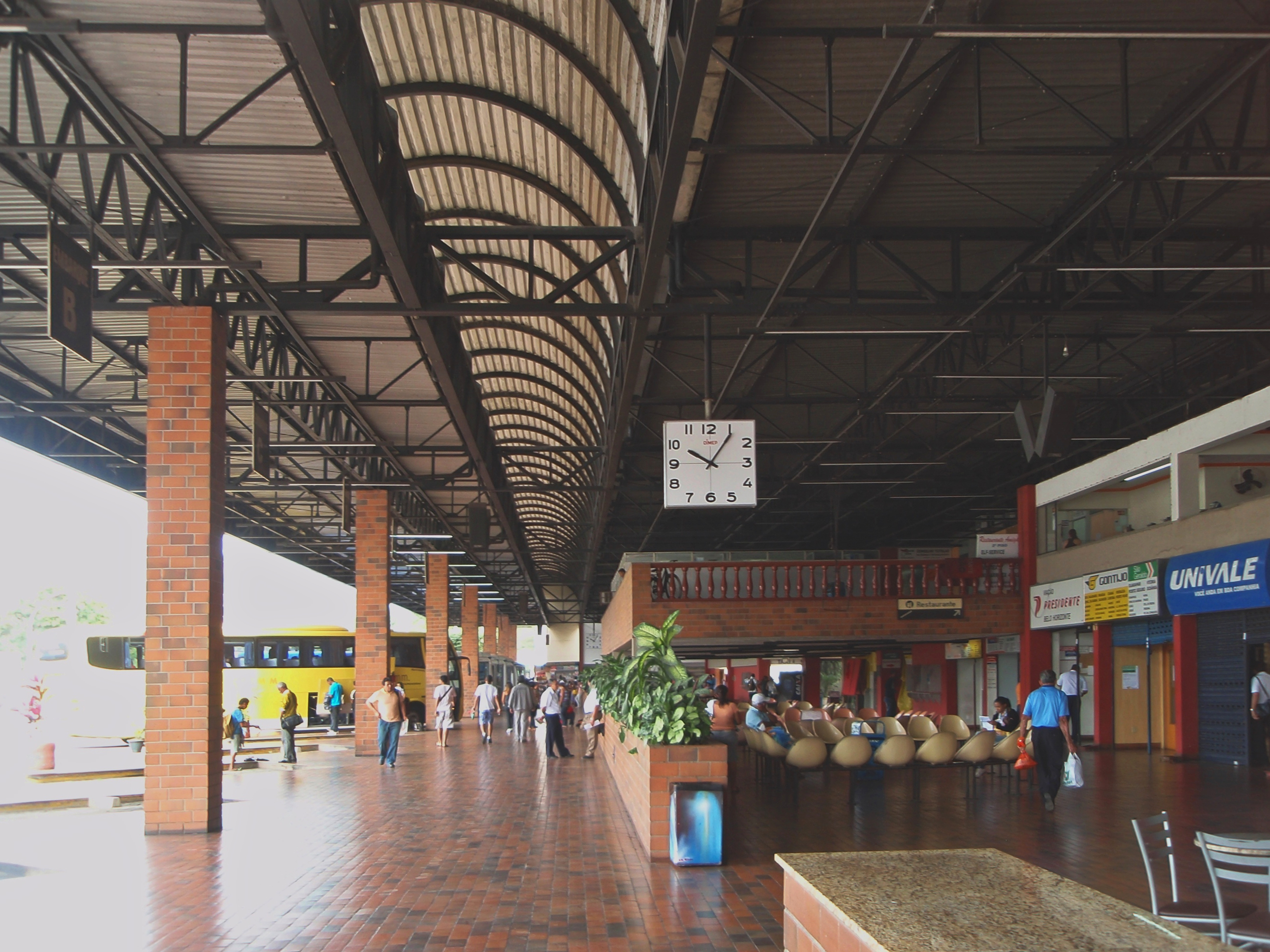
Terminal Rodoviário de Coronel Fabriciano, inaugurado na gestão de Paulo Antunes. Foto de 2010.

Filiado à UDN, Paulo Almir Antunes foi eleito vereador para o mandato de 1963 a 1966. Foi novamente eleito para a legislatura de 1971 a 1972, filiado ao Movimento Democrático Brasileiro (MDB), no entanto não assumiu o cargo por ter sido nomeado chefe do Serviço da Fazenda de Rufino da Silva Neto. Em 1976, foi candidato à prefeitura de Fabriciano pela primeira vez, sendo derrotado para Mariano Pires Pontes devido ao sistema de legenda. Entre 1977 e 1982, ocupou-se como titular da Secretaria Municipal da Fazenda de Timóteo na gestão de Geraldo dos Reis Ribeiro.
Em 1982, foi eleito prefeito de Coronel Fabriciano para a gestão 1983–1988, ao lado de Amilar Pinto de Lima como vice-prefeito, sucedendo ao mandato de Mariano Pires Pontes e sendo sucedido por Hélio Arantes de Faria. Em 1990, candidatou-se a deputado estadual pelo Partido Liberal (PL), mas não foi eleito. Nas eleições municipais de 1992 foi eleito prefeito de Coronel Fabriciano para seu segundo mandato, de 1993 a 1996, sucedendo a Hélio Arantes e sendo sucedido por Chico Simões, com Marcelo Morais Albeny na condição de vice-prefeito.
Foi eleito para seu terceiro mandato nas eleições de 2000, agora filiado ao Partido da Frente Liberal (PFL), exercendo-o na gestão 2001–2004 ao lado de Cantídio Cotta de Figueiredo como vice-prefeito. Conquistou 50,65% dos votos válidos, contra os 49,35% de Chico Simões (PT), que tentava a reeleição. Paulo Antunes tentou a reeleição nas eleições de 2004 e obteve 42,46% dos votos válidos, porém ficou na segunda colocação, atrás de Chico Simões com 48,93%. Deixou dentre seus principais feitos a inauguração do Terminal Rodoviário de Coronel Fabriciano, em 1988, que substituiu a antiga rodoviária e é, por isso, ainda conhecido como Rodoviária Nova. Também viabilizou a construção das arquibancadas do Estádio Louis Ensch.
Em 2008, agora filiado ao Partido do Movimento Democrático Brasileiro (PMDB) — mais tarde renomeado para Movimento Democrático Brasileiro (MDB) —, concorreu a vice-prefeito na chapa de José Célio de Alvarenga (PDT), que foi derrotado. Em 2012, chegou a ser selecionado como pré-candidato do então PMDB na cidade, mas a eleição foi novamente disputada por José Célio. Candidatou-se a vereador em 2016, porém foi eleito como suplente e contraiu o cargo em 2018, após o presidente da câmara Leandro Xingó deixar o posto para assumir a Secretaria de Governança do Desenvolvimento Econômico, Turismo e Cultura.